# Jesús Villalobos Villegas
Jesús Villalobos Villegas (* 1. Juli 1927 in Tambo de Mora; † 1976 ebenda) war ein peruanischer Fußballspieler, der den Großteil seiner aktiven Karriere in Brasilien verbrachte. Er galt in den 1950er Jahren als einer der torgefährlichsten Spieler seines Landes, wurde allerdings nie in die peruanische Nationalmannschaft berufen.

## Leben

### Karriere
Villalobos durchlief die Jugendabteilungen mehrerer peruanischer Mannschaften und debütierte 1947 mit dem Sucre Foot Ball Club aus Lima in der peruanischen Primera División. Seine besten Ergebnisse mit dem Verein erlebte er 1949, als man die Saison hinter dem Club Universitario de Deportes auf dem zweiten Tabellenplatz beenden konnte.
Zwei Jahre später wechselte er im Juni 1951 zum brasilianischen Spitzenclub Fluminense FC (Flu) in die Metropole Rio de Janeiro. Dieser war während einer Freundschaftsspielreise nach Lima auf den agilen Stürmer aufmerksam geworden. Zur Wechselvereinbarung gehörten auch vier Freundschaftsspiele zwischen beiden Vereinen, die in Brasilien stattfinden sollten. Für Flu absolvierte Villalobos in vier Saisons 90 Spiele im Campeonato Carioca, wobei er 38 Tore schoss und mit seiner Mannschaft die Austragung 1951 gewann. Er war der erste Peruaner, der professionell in Brasilien Fußball spielte. Allerdings verlief seine Zeit in Rio de Janeiro sehr wechselhaft. So kam er beispielsweise in seiner ersten Saison 1951 nur beim 1:1-Heimspiel gegen Botafogo FR zum Einsatz. Daraufhin sah er sich in der Presseberichterstattung bereits starker Kritik ausgesetzt. Er konnte sein Image durch drei Treffer in vier Spielen beim Torneio Rio-São Paulo 1952 aufbessern, war beim nächsten Titelgewinn aber erneut kaum beteiligt: Anfang August 1952 triumphierte der Fluminense FC in der Copa Rio – der inoffiziellen Klubweltmeisterschaft. Villalobos aber kam während des Turnieres in lediglich zwei der sieben Partien als Einwechselspieler zum Einsatz und ersetzte dabei beide Male Orlando Pingo de Ouro. Dennoch wurde sein Vertrag 1953 verlängert, was ihm ein Monatsgehalt von 12.000 Cruzeiros pro Monat bescherte. Im Januar und Februar 1954 erzielte er dann sechs Treffer in der Copa Montevideo und war so maßgeblich daran beteiligt, dass der Fluminense FC unter den acht Teilnehmern den dritten Rang belegte. Um sich einen zusätzlichen spielfreien Tag zu sichern, täuschte er allerdings angeblich eine Verletzung vor, was Trainer Gradim derart erboste, dass er ihn aus seinen weiteren Planungen strich. Zudem geriet Villalobos bei der Vereinsführung wegen seiner regelmäßigen und ausschweifenden Ausflüge ins Nachtleben zunehmend in Misskredit.
Schließlich wechselte er 1955 zum in Campinas spielenden Guarani FC. Mit diesem trat er ebenfalls vier Saisons im Campeonato Paulista an und Villalobos gelangen während dieser Zeit wettbewerbsübergreifend 87 Tore. Nach 1958 klang seine Karriere bei kleineren brasilianischen Vereinen aus – er lief unter anderem noch für den EC XV de Novembro (Piracicaba), den Ipatinga FC (Ipatinga) sowie den Barreto FC (Niterói) auf.

### Leben nach dem Ende der Karriere
Außerhalb des Sports vermochte Villalobos Villegas nicht richtig Fuß zu fassen. Er zog wieder nach Campinas, lebte dort alkoholkrank in Armut und sah sich gezwungen, Tickets für eine Sportlotterie zu verkaufen. Nachdem man auf seine Situation aufmerksam geworden war, organisierte die Tageszeitung Ultima Hora de Lima über Spenden 1972 seine Rückreise nach Peru. Er ließ sich in seinem Geburtsort Tambo de Mora nieder und war – noch immer sehr fußballbegeistert – bei einigen lokalen Freundschaftsspielen als Schiedsrichter tätig. Jesús Villalobos Villegas starb 1976 im Alter von 49 Jahren. Eine 1992 in Tambo de Mora eröffnete Sporthalle trägt seinen Namen.

## Erfolge
- Staatsmeisterschaft von Rio de Janeiro: 1951
- Copa Rio: 1952